# Доњи Фурјан
Доњи Фурјан је насељено мјесто града Слуња, на Кордуну, Карловачка жупанија, Република Хрватска.

## Географија
Доњи Фурјан се налази око 11 км југоисточно од Слуња.

## Историја
Доњи Фурјан се од распада Југославије до августа 1995. године налазио у Републици Српској Крајини.

## Становништво
Према попису становништва из 2011. године, насеље Доњи Фурјан је имало 59 становника.
| Демографија | Демографија | Демографија |
| Година      | Становника  | Становника  |
| ----------- | ----------- | ----------- |
| 1971.       | 459         |             |
| 1981.       | 748         |             |
| 1991.       | 470         |             |
| 2001.       | 117         |             |
| 2011.       |             | 59          |

## Попис1991.
На попису становништва 1991. године, насељено место Доњи Фурјан је имало 470 становника, следећег националног састава:
| Попис 1991.‍  | Попис 1991.‍  | Попис 1991.‍ | Попис 1991.‍ | Попис 1991.‍ |
| ------------ | ------------ | ----------- | ----------- | ----------- |
|              |              |             |             |             |
| Хрвати       | Хрвати       |             | 376         | 80,00%      |
| Срби         | Срби         |             | 76          | 16,17%      |
| неопредељени | неопредељени |             | 1           | 0,21%       |
| непознато    | непознато    |             | 17          | 3,61%       |
| укупно: 470  |              |             |             |             |